# Fejervarya verruculosa
Fejervarya verruculosa es una especie  de anfibios de la familia Dicroglossidae.
Se encuentra en las siguientes islas menores de la Sonda: Timor, Wetar, Sumba, Alor y Damar.   